# Марк Чери
Марк Чери (на английски: Marc Cherry) е американски сценарист, продуцент и режисьор, най-известен като създател на успешния американски телевизионен сериал „Отчаяни съпруги“.

## Кариера
Чери е роден и израства като дете в Оклахома, а като юноша се мести със семейството си в Калифорния. Там той завършва гимназия във Фулъртън и след това следва театрознание в Държавния калифорнийски университет Фулъртън. След като печели $15 хиляди от телевизионната игра The $100 000 Pyramid Чери решава да използва спечелените пари, за да пробва късмета си като сценарист в Холивуд. За негово нещастие избира неподходящ момент за стартирането на такава кариера, защото пристига в Лос Анджелис през 1988 по време на Стачката на сценаристите. Това не го отказва и скоро Чери става личен асистент на актрисата Дикси Картър, която тогава е звезда в сериала „Designing Women“.
През 1990 г. става част от екипа сценаристи на успешния ситком „Златните момичета“. Той написва общо 11 епизода за сериала и още 4 за продължението му „The Golden Palace“. След края и на двата сериала Чери съвместно с Джейми Утън създава сериала „The 5 Mrs. Buchanans“, който продължава едва един сезон (1995 – 1996). През 2001 Чери създава сериала „Some of My Best Friends“, но сериалът е прекратен след 7 епизода.
През 2002 г. Чери, вдъхновен от разговор с майка с,и решава да създаде сериал за ежедневието на четири жени от средната класа, живеещи в предградията. След като HBO, Fox, CBS, NBC, Showtime и Lifetime отхвърлят идеята за сериала, успехът идва след като тогавашният агент на Чери е арестуван и осъден за присвояване на пари. Новият му агент успява да привлече вниманието на Ей Би Си, които в крайна сметка да осъществят идеята на Чери. Сериалът озаглавен „Отчаяни съпруги“ се оказва пълен успех в САЩ, а впоследствие и в цял свят. Високите рейтинги и големият медиен отзвук впечатляват множество филмови компании, които предлагат на Чери огромни хонорари, за да работи за тях, но той остава верен на Touchstone Pictures. „Отчаяни съпруги“ започва излъчването си през 2004 и продължава да е в ефир.
На 5 април 2010 г. актрисата Николет Шеридан завежда дело срещу Марк Чери с иск за обезщетение от $20 милиона за нанесени средни телесни повреди и неправомерно едностранно прекратяване на договора ѝ за участие в „Отчаяни съпруги“. Чери отхвърля всички обвинения, но към 1 януари 2011 делото все още не е приключило. Септември същата година Шеридан оттегля частта с телесните повреди от иска.
През 2019 г. Чери създава и продуцира сериала „Защо жените убиват“ за Фокс.

## Личен живот
Чери е републиканец и открит гей.